# APUD
APUD (Amine Precursor Uptake and Decarboxylation) ist die veraltete Bezeichnung für endokrin wirksame Zellen, die sich außerhalb der endokrinen Organe in den Epithelien anderer Organsysteme befinden. Ihre Benennung erfolgte aufgrund ihrer Eigenschaft, Aminosäuren aufzunehmen und zu decarboxylieren, um so biogene Amine wie Serotonin zu bilden. Alle Zellen des APUD entstammen der Neuralleiste. Heute weiß man, dass nicht alle endokrin aktiven Zellen Amine aufnehmen, so dass der Name Diffuses neuroendokrines System (DNES) bevorzugt wird.
Das Konzept stammt von Anthony G. E. Pearse (1966, Namensgebung 1969).